# Red Lake (jezioro)
Red Lake – jezioro w Ontario w Kanadzie. Jego powierzchnia wynosi 143,86 km², a maksymalna głębokość 46 m. Wraz z Gullrock Lake tworzy system Red Lake-Gullrock.
Nad jeziorem znajduje się miejscowość i gmina Red Lake, znana ze złóż złota. Na jeziorze znajduje się wyspa McKenzie Island.